# North West Delhi (distrikt)
North West Delhi er et distrikt i det indiske nationale hovedstadsterritorium Delhi.

## Demografi
Ved folketællingen i 2011 var der 3,651,261 indbyggere i distriktet, mod 2,860,869 i 2001. Den urbane befolkningen udgør 94,15 % af befolkningen.
Børn i alderen 0 til 6 år udgjorde 12,14 % ved folketællingen i 2011 mod 15,06 % i 2001. Antallet af piger i den alder per tusinde drenge er 863 i 2011 mod 857 i 2001.